# برایان ویلیامز
برایان ویلیامز (به انگلیسی: Brian Douglas Williams) متولد ۵ ماه مه سال ۱۹۵۹ در وود-ریج، ایالت نیوجرسی، هفدهمین مجری اخبار شبانه شبکه ان‌بی‌سی است که این برنامه مهم‌ترین برنامه خبری این شبکه است. او در سال ۲۰۰۴ جای تام بروکا را در این برنامه گرفت. او در سال ۲۰۰۷ توسط مجله تایم در میان ۱۰۰ مرد تأثیرگذار جهان انتخاب شد.
در یازدهم فوریه ۲۰۱۵ شبکه NBC از تعلیق ۶ ماهه ویلیامز به دلیل اظهار نظر غیر واقعی دربارهٔ حادثه‌ای در روزهای نخست جنگ عراق خبر داد. او گفته بود در جریان یک رویداد، بالگردی که او در آن قرار داشت مورد اصابت یک نارنجک قرار گرفت؛ موضوعی که صحت نداشت. ویلیامز پس از بالا گرفتن انتقادها نسبت به خود به اشتباه بودن آن موضوع اعتراف کرد.

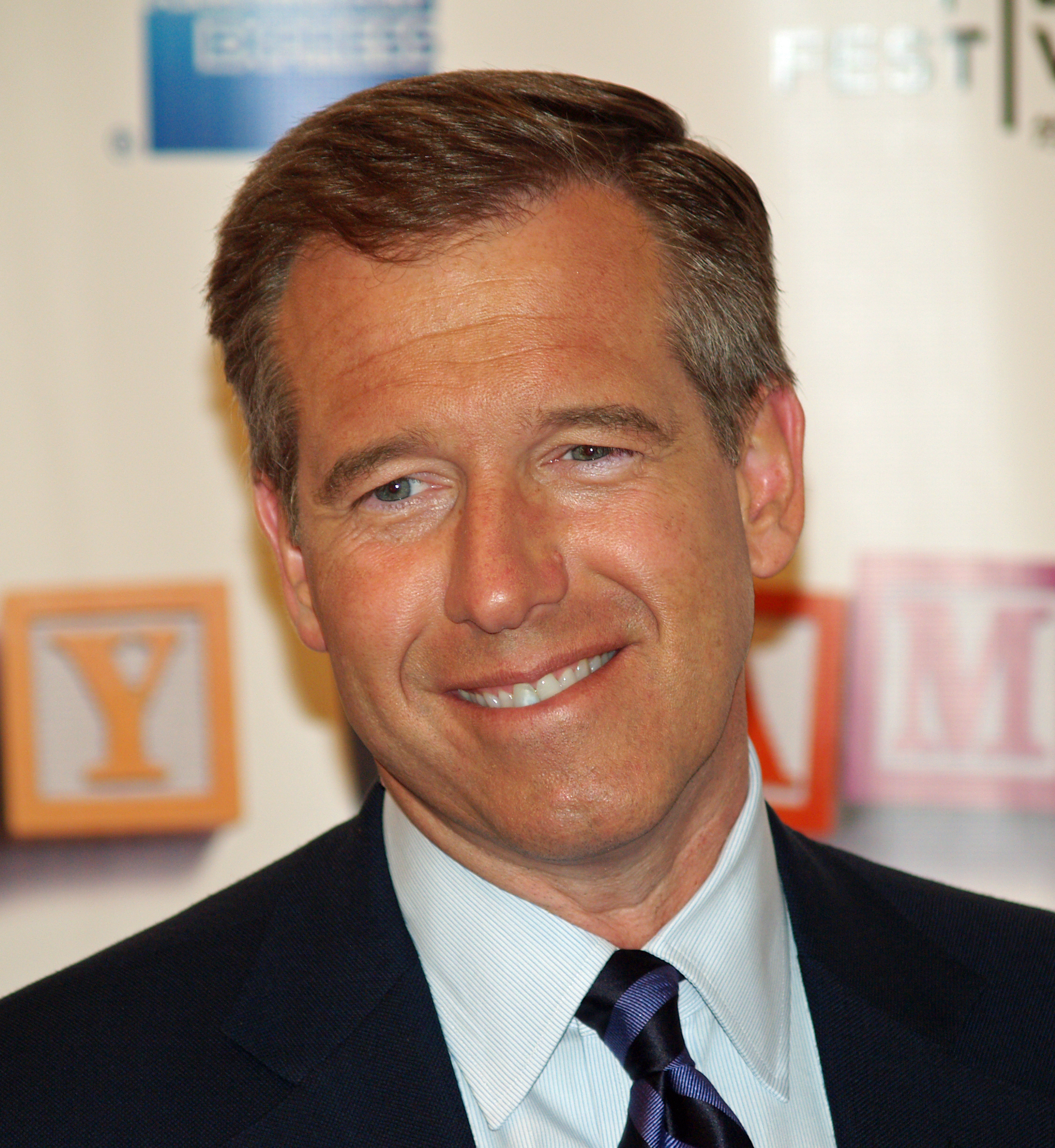

## سفر به تهران
ولیامز روز دوشنبه ۷ مرداد ماه از طریق فرودگاه امام خمینی و ۳ ساعت قبل از مصاحبه وارد ایران شد و ساعاتی بعد با محمود احمدی‌نژاد رئیس‌جمهور وقت ایران مصاحبه کرد. او و همراهانش در پی ورود به ایران انگشت‌نگاری شدند. احمدی‌نژاد در این مصاحبه گفت «آمریکا رویکرد کاملاً جدیدی را در برابر ایران در پیش بگیرد دولت ایران پاسخ مثبت خواهد داد.» در پی این موضوع کاخ سفید نسبت با این موضوع ابراز تردید کرد.